# Éphraïm (métropolite de Kiev)
Ephraim fut patriarche de Kiev et de toute la Rus' de 1055 à 1061.